# 清川村 (山形県)
清川村（きよかわむら）は、かつて山形県東田川郡にあった村。

## 沿革
- 1889年（明治22年）4月1日 - 町村制施行に伴い東田川郡狩川村、三ケ沢村、添津村、清川村が合併し、狩川村が発足。
- 1891年（明治24年）4月14日 - 狩川村から大字清川が分離し、村制施行して清川村が発足。
- 1954年（昭和29年）10月1日 - 東田川郡狩川町、立谷沢村と合併し、立川町となり消滅。